# Nove Misto, Monastîrîșce
Nove Misto (în ucraineană Нове Місто) este un sat în orașul raional Monastîrîșce din regiunea Cerkasî, Ucraina.

## Demografie
Componența lingvistică a localității Nove Misto
     Ucraineană (98,98%)
     Alte limbi (1,01%)
Conform recensământului din 2001, majoritatea populației localității Nove Misto era vorbitoare de ucraineană (98,98%), existând în minoritate și vorbitori de alte limbi.